# Синефилия
Синефилия (от греч. κινημα — движение и греч. φιλία — дружба, любовь) — термин, используемый для описания особого интереса к кинематографу, теории кино и кинокритике.

## Значение и использование термина
Считается, что термин появился в 1940-х годах и изначально использовался для обозначения культурного движения во Франции, которое было популярно примерно до 1968 года. Затем синефилией стали обозначать любовь к кино в любых её проявлениях. Синефил — это человек, который любит кино и посвящает большое количество своего свободного времени просмотру фильмов, смотрит их с особым интересом, удовольствием, анализирует кинофильмы с различных точек зрения (технической, социологической, с точки зрения сценария). Синефил зачастую коллекционирует афиши и постеры фильмов. Существует мнение, что синефилия представляет собой влечение к кинофильмам, близкое к сексуальному.
По распространённому заблуждению, понятия синефила и киномана являются синонимичными, однако это не совсем так, поскольку первые вникают в сценарий, работу съёмочной группы и актёров на более глубоком уровне и в целом, могут рассуждать о фильмах на уровне кинокритиков, в отличие от киноманов. Точка зрения синефила отличается от точки зрения кинокритика или обыкновенного зрителя, поскольку критик дистанцирован по отношению к фильму, а зрительская реакция такого дистанцирования не предполагает. Синефил является частью зрелища, растворяется в нём.
Во второй половине XX века, с появлением новых медиа (таких как телевидение и интернет), а также DVD, синефилия стала более массовым явлением. До этого момента синефилы в основном собирались в киноклубах для ознакомления с картинами и их обсуждения. На сегодняшний день все меньше и меньше любителей кино посещают кинотеатры, отдавая предпочтение домашним кинопросмотрам и обсуждениям на специализированных сайтах и форумах.

## История
С начала эпохи немого кино существовали киноклубы и публикации, в которых люди, особенно интересующиеся кинематографом, могли обсудить свои интересы и посмотреть редкие или ранние работы. В начале эпохи звукового кино большее количество людей стало интересоваться старыми фильмами, что привело к созданию Французской синематеки, частной организации, целью которой является реставрация и сохранение кинолент для их дальнейшей демонстрации новым поколениям зрителей.
Наибольшее своё развитие синефилия получила в Париже, в 1950—1960-е годы. Поводом для того послужила оккупация города: Париж переживал массовый приток зарубежных кинокартин, в большинстве своём немецких. Частые показы и акции, организуемые местными киноклубами и Французской синематекой, развили интерес к мировому кино у интеллектуальной молодёжи.
К одним из наиболее влиятельных киноклубов того времени относились Objectif 49, членами которого являлись Робер Брессон и Жан Кокто, и киноклуб Латинского квартала. Результатом их совместной работы стал журнал Revue du Cinéma, который в дальнейшем развился в знаменитый Cahiers du Cinéma — старейший киножурнал в мире, который стал инкубатором для Французской новой волны (фр. Nouvelle Vague). Таким образом, большое количество людей, посещавших встречи киноклубов и показы, впоследствии стали знаменитыми кинокритиками и кинорежиссёрами, но, несмотря на этот факт, сохраняли связь с сообществом синефилов.
Сообщество поддерживало интерес к фильмам, которые по тем или иным причинам не обладали большой популярностью или попросту были забыты и неизвестны на Западе, что привело к созданию Авторского кино (фр. Cinéma d'auteur). Французские синефилы проявляли особый интерес к работам Сергея Эйзенштейна, братьев Люмьер, Альфреда Хичкока и многих других.
В 60—70-е годы XX века, с успехом Французской новой волны, культура похода в кино стала модной и популярной в Европе и США, а Нью-Йорк рассматривался как центр американской синефилии. Такие режиссёры, как Ингмар Бергман, Акира Куросава, Федерико Феллини оказали особое влияние на молодое поколение режиссёров и сценаристов, что привело к созданию так называемого Нового Голливуда, в состав которого входят: Мартин Скорсезе, Питер Богданович, Фрэнсис Форд Коппола, Вуди Аллен и другие.
Говоря об азиатской киноиндустрии, следует отметить тот факт, что в середине XX века японские фильмы были популярны во всем мире, а в конце века явление синефилии распространилось и в других странах Азии: в Китае, Гонконге и чуть позже в Таиланде.
С развитием и распространением VHS и DVD синефилия стала реже ассоциироваться с походами в кинотеатр. Дальнейшая эволюция информационных технологий в полностью цифровые и распространение Интернета также сильно повлияли на синефилию. В XXI веке блоги стали неотъемлемой частью культуры синефилии. Форумы и подкасты стали популярными площадками для дискуссии среди синефилов из разных стран мира. Социальные сети, видеохостинги и стриминговые сервисы, такие как YouTube или MUBI (созданный синефилами и для синефилов), позволяют получить доступ к кинофильмам, которые по каким-либо причинам не демонстрировались в определённых странах, и обсуждать их, делиться своими мыслями по тем или иным вопросам. Некоторые дистрибьюторы цифрового контента нередко сопровождают кинофильмы дополнительными критическими материалами.

## Синефилия и кинопроизводство

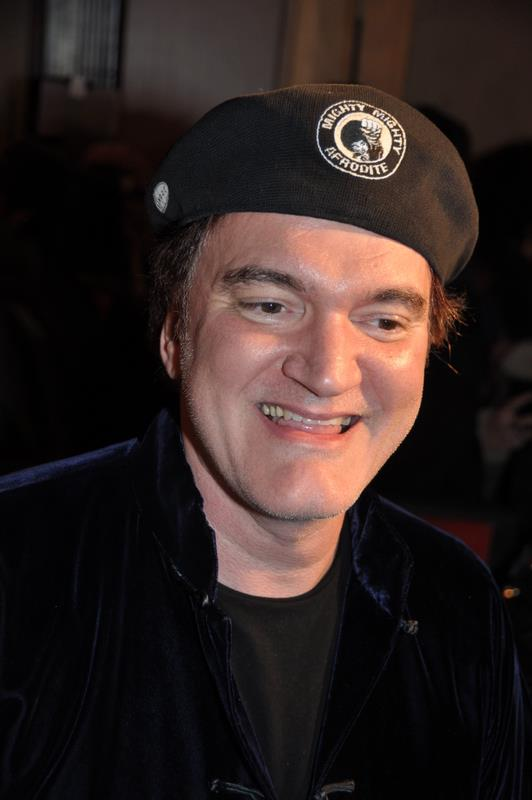
Американский режиссёр и синефил Квентин Тарантино в своих работах часто делает отсылки к своим любимым фильмам и режиссёрам.

На протяжении всей истории кинематографа существовало немалое количество режиссёров, которые развивали своё понимание и свои вкусы в кинематографе путём посещения сообществ синефилов и связанных с ними организаций. К числу режиссёров-синефилов относятся: Жан-Люк Годар, Клод Шаброль, Франсуа Трюффо, Квентин Тарантино, Эд Вуд, Педру Кошта, Пол Томас Андерсон, Уэс Андерсон.
Режиссёры Французской новой волны, которые изучали основы кинопроизводства, посещая показы в киноклубах и обсуждая фильмы между собой, часто рассматриваются как модели для синефилов. Благодаря их разносторонним интеллектуальным способностям и познаниям в искусстве кинематограф встал на одну чашу весов вместе с литературой, живописью и иногда философией, что стало оказывать ещё бо́льшее влияние на синефилов.
С другой стороны, некоторые режиссёры отмечают отсутствие у них синефилии или же интереса к кино. Так, иранский режиссёр Аббас Киаростами, популярный среди синефилов, в ходе интервью часто отмечал свою незаинтересованность в кино.

## Синефилия и коммуникации
При своём возникновении на рубеже веков кинематограф определяет не только основные формы удовольствия, массовой культуры нового столетия, но и ключевые для нового времени точки зрения, способы трансляции информации, тайм-менеджмента. Происходит слияние частного с публичным, вымысла и реальности. Синефилы же обладают знанием не только об искусстве, но и также о медиа, о кино, как о крупнейшем социокультурном институте и различных моделях организации его производства и потребления.
Одной из важнейших функций кинофильмов является коммуникативная. С точки зрения синефила, название фильма — это не просто пароль, но и особый метаязык, при помощи которого описывается не только зрительский, но и жизненный опыт.

## Критика
В целом нельзя сказать, что синефилия подвергалась серьёзной критике. Скорее, изначальные идеи, вкладываемые в это понятие, со временем трансформировались. Некоторые полагают, что синефилия — это зависимость, от которой достаточно трудно избавиться. Так, французский кинокритик Жан Нарбони утверждает, что «обнаруживается нечто сакральное, потайное (несколько порнографическое) в синефилии».
Серж Даней, влиятельный французский кинокритик, противопоставляет синефилию кинематографу мифа, продюсера, сценария и героя. Миф проникает в кино через голливудскую модель и главным образом связан с фигурой продюсера и со сценарием. А синефилию Даней определяет как открытие себя и мира посредством кино.
Станислав Битюцкий, украинский режиссёр и кинокритик, называет синефилию болезнью, от которой необходимо избавиться или же смириться с ней. Иначе можно потерять связь с внешним миром.
Существует мнение, что в первых синефилах интерес к кино соединялся с интересом к содержательной аналитической работе. Это и есть настоящие любители кино.

## Синефилия в массовой культуре
- «Синемания» — документальный фильм 2002 года о нью-йоркских синефилах;
- «До свидания, синефилы» — художественный фильм 2014 года. История о людях, влюблённых в кино.
- «La Cinéphilie» — Antoine de Baecque / Антуан де Бек — «Новая волна: портрет молодости» — книга о фильмах Новой Волны, возникших по требованию Французской культурной революции.
- «Cinéphiles et cinéphilies» — Laurent Jullier, Jean-Marc Leveratto — книга, выпущенная в 2010 году, прослеживает эволюцию культуры кинематографа и описывает, как Интернет и DVD повлияли на феномен синефилии.